# Apogonia prolixa
Apogonia prolixa är en skalbaggsart som beskrevs av Gilbert John Arrow 1916. Apogonia prolixa ingår i släktet Apogonia och familjen Melolonthidae. Inga underarter finns listade i Catalogue of Life.